# Phylliroe
Phylliroe (även Phyllirhoe) är ett släkte av snäckor. Phylliroe ingår i familjen Phylliroidae.
Phylliroe är bakgälades snäckor utan skal, mantel, gälar och fot och från sidan sammantryckt kropp och två långa tentakler. Snäckan, som lever i Atlanten och Medelhavet är pelagisk och i mörker starkt lysande.
Phylliroe är enda släktet i familjen Phylliroidae.
Kladogram enligt Catalogue of Life:
| Phylliroe | \| \| Phylliroe atlantica \| \| \| \| \| \| Phylliroe bucephalum \| \| \| \| |
|           | \| \| Phylliroe atlantica \| \| \| \| \| \| Phylliroe bucephalum \| \| \| \| |
|           | Phylliroe atlantica                                                          |
|           |                                                                              |
|           | Phylliroe bucephalum                                                         |
|           |                                                                              |